# Yossi Banai
Yossi Banai (Hebreeuws: יוסי בנאי)  (Jeruzalem, 13 april 1932 - Tel Aviv, 11 mei 2006) was een veelzijdige Israëlische persoon. Hij hield zich onder meer bezig met zingen, acteren, schrijven en regisseren.
Hij was een telg uit een oude Jeruzalemse familie die vele bekende musici en acteurs voortbracht. Hij won de Israëlprijs voor theater in 1998.
Banai speelde in vele toneelproducties waaronder "Het kleine Tel Aviv", "De bruid en de vlinderjager" en "Een kroon op het hoofd". Hij speelde mee in vele toneelstukken van de schrijver Nissim Aloni die een sterke invloed op hem had. In 1963 richtten Nissim Aloni, Yossi Banai en Avner Hezkiyahu het "Jaargetijdentheater" op. Het bleef vier jaar bestaan.
Banai bracht meerdere komedies op de planken, gedeeltelijk door hem zelf geschreven, meestal met een sterk autobiografisch karakter. Voorbeelden hiervan zijn "Moeilijke jeugd" met Rivka Michaeli en de soloshows "Ik en Simon en kleine Moiz" en "De terugkeer van de Suramello".
Banai vervulde zijn militaire dienst bij de amusementsgroep "Nachal". Hij was de regisseur van meerdere shows van de band, ook na zijn reguliere dienst. Hij schreef en regisseerde ook shows van Israëls bekendste cabarettrio, Hagashash Hachiver (de bleke spoorzoeker). Zijn broer, Gavri Banai, is een van de leden van dit trio. Tevens schreef hij meerdere boeken voor volwassenen en kinderen.

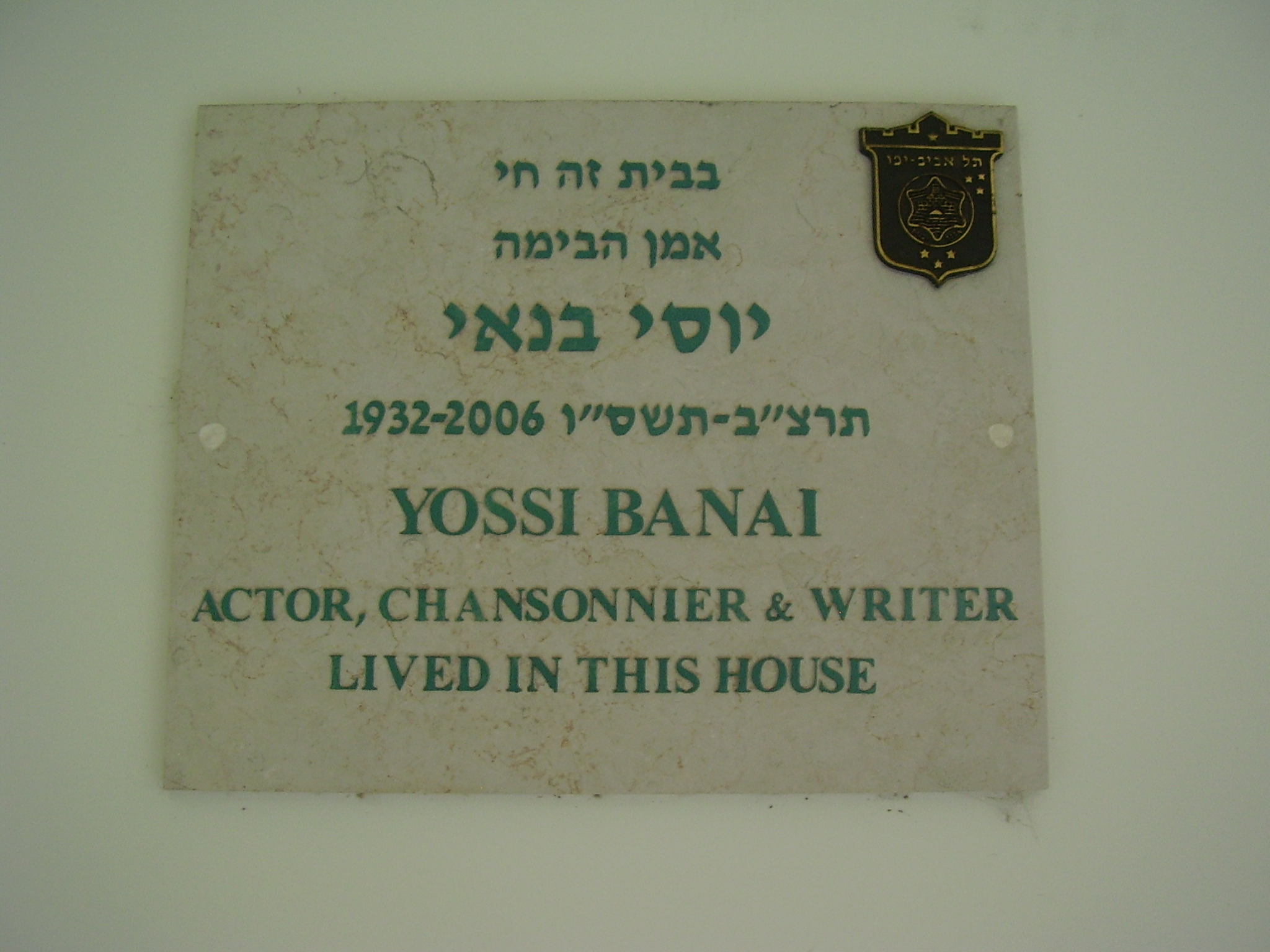
Plaquette van Yossi Banai

Banai was voorts een zanger die beschikte over een diepe stem en een zeer persoonlijke presentatiestijl. Hij was de vertolker van vele Franse chansons in het Hebreeuws, vooral van Georges Brassens en Jacques Brel. Een aanzienlijk gedeelte van zijn one-manshows en albums waren aan deze liederen gewijd. Ook van Naomi Shemer voerde hij meerdere liederen uit, de bekendste daarvan was Al Hadewasj we'al ha'okets (over de honing en de angel). Ook Ik en Simon en kleine Moiz, Bacholot (in de zanderijen) en Sjikor walo Mejajien (dronken maar niet van wijn) werden bekend in zijn vertolking.
Hij stierf in 2006 aan kanker nadat hij in 1993 al een hartaanval, die hij op het toneel kreeg, had overleefd. Yossi Banai werd begraven in de kibboets Givat Hasjlosja in het bijzijn van vele prominente leden van de Israëlische muziek- en theaterwereld waaronder zijn familie. Er werd wel gezongen maar geen toespraken gehouden.